# Імператорський склеп
Імператорський склеп (нім. Kaisergruft; також склеп Капуцинів, нім. Kapuzinergruft) — крипта віденської Капуцинської церкви, де поховано імператорів Священної Римської імперії, Австрійської імперії та Австро-Угорщини, а також членів їх сімей з дому Габсбургів.

## Історія

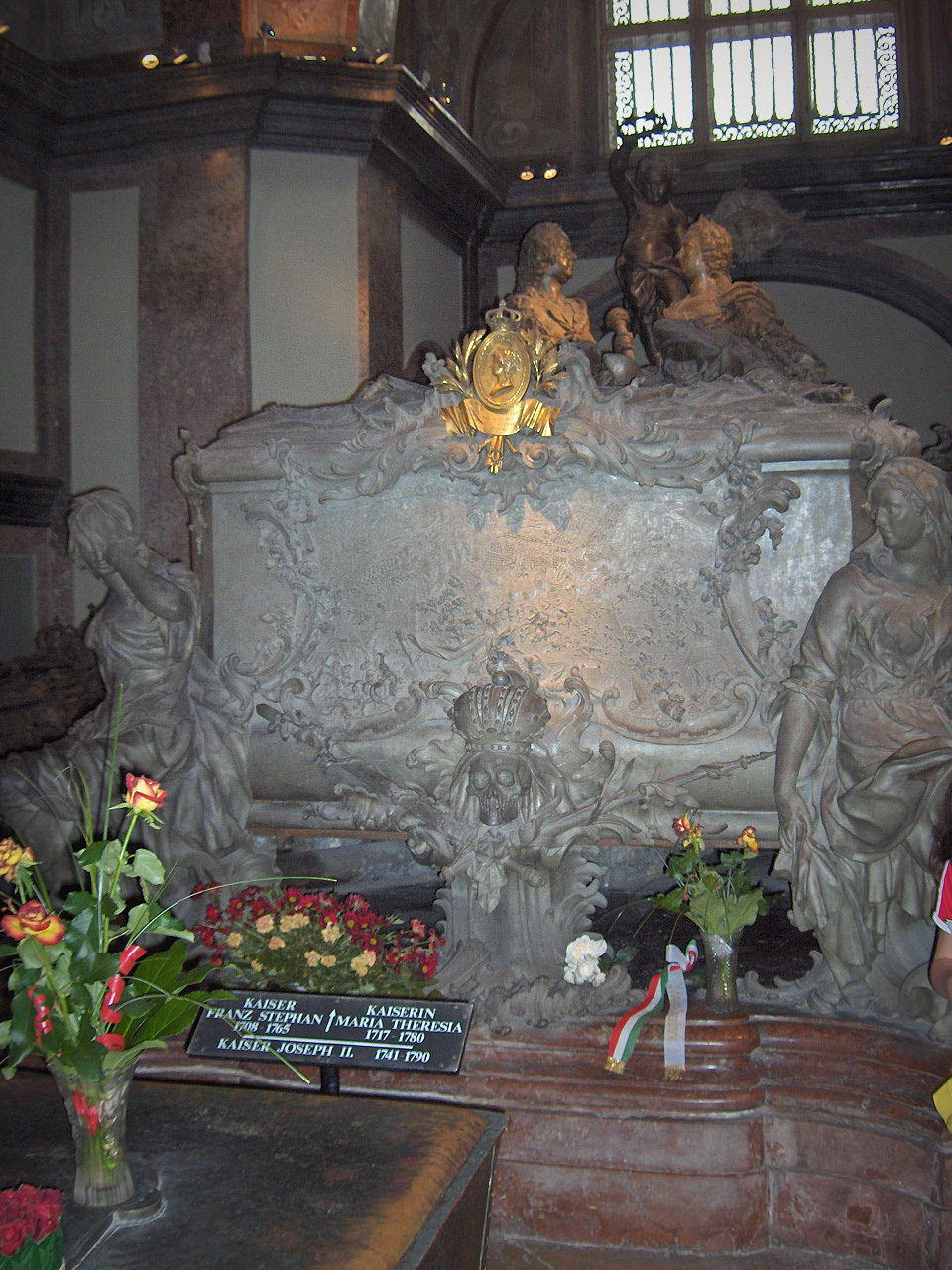
Надгробок Франца I Стефана та Марії Терезії

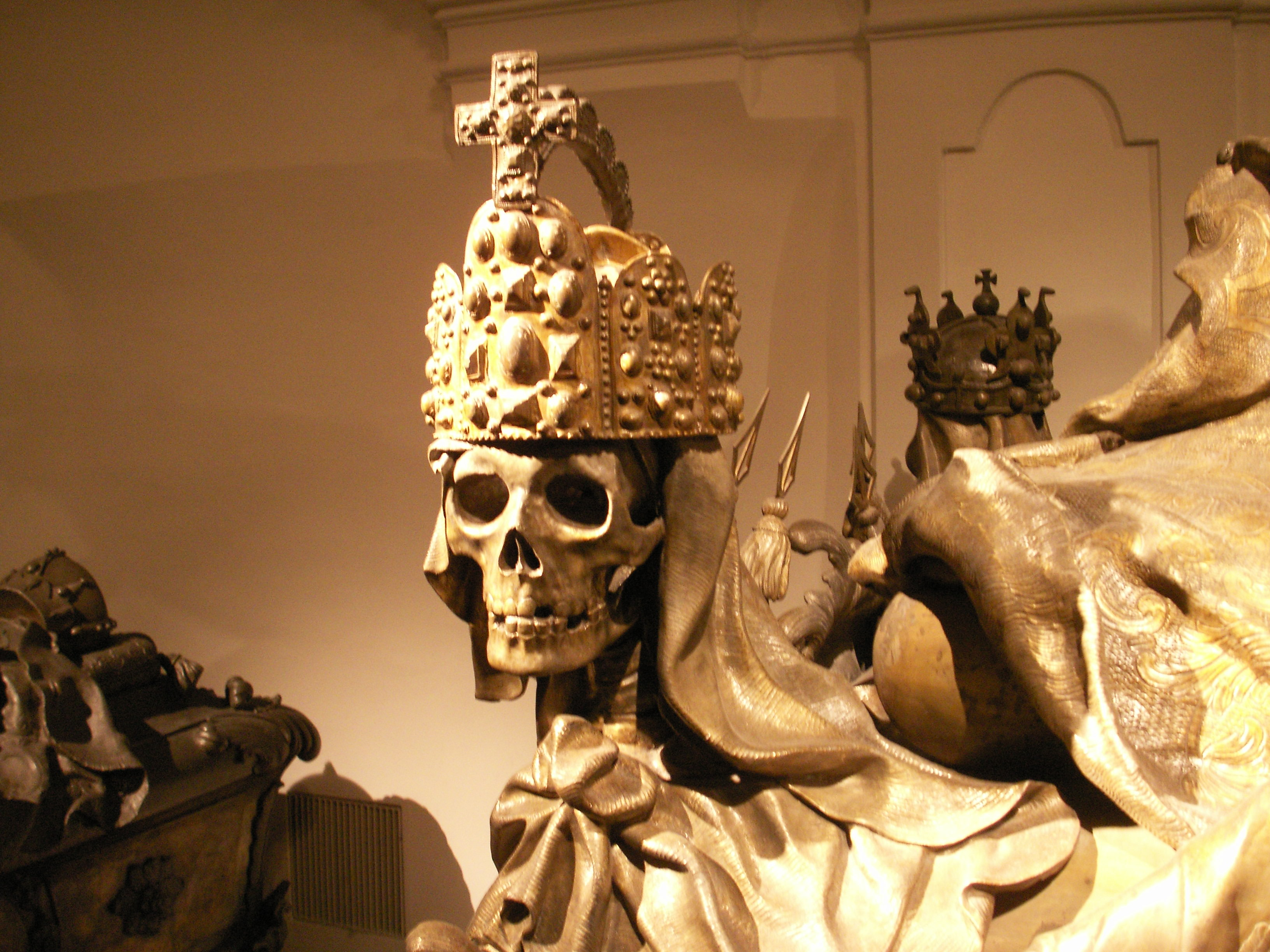
Прикраса саркофагу Карла VI, помер 1740 року: штучний череп, увінчаний короною Імперії

Першими похованими у склепі були засновниця Капуцинської церкви імператриця Анна та її чоловік імператор Матвій. Вони померли відповідно 1618 й 1619 року, а після завершення будівництва й освячення церкви 1633 року їх саркофаги було перенесено до «Склепу засновників». Серця Габсбургів було прийнято розміщувати у срібних урнах окремо, у Склепі сердець при Августинській церкві, а їх нутрощі ховали у мідних урнах в Герцогському склепі під собором Святого Стефана.
У склепі Капуцинської церкви покояться 12 імператорів (включаючи імператора Мексики Максиміліана, брата Франца Йосифа I), 19 імператриць (включаючи Марію-Луїзу, другу дружину Наполеона I) та багато інших членів династії Габсбургів (разом 137 чоловік). Окрім Габсбургів, в Імператорському склепі поховано також одну даму, яка не належала до династії — графиню Кароліну Фукс-Моллард, улюблену виховательку Марії Терезії, яка бажала покоїтись поряд із нею; на її надгробку імператриця наказала написати: «На вічну пам'ять прихильного вдячного серця про благородне виховання чесноти». Крім того, в склепі є 4 урни із забальзамованими серцями покійних.
Останнє поховання у склепі Капуцинів відбулось 12 січня 2008 року, коли там було поховано сина останнього імператора з дому Габсбургів Карла Людвіга.
Імператорський склеп поділяється на 9 менших склепів, а також капелу (Gruftkapelle), де покоїться дружина Карла I імператриця Зіта Бурбон-Пармська, яка пережила чоловіка на 67 років, та один з їхніх синів, що помер 2007 року. З художньої точки зору відзначаються склеп Карла VI (закладений ним 1720) і склеп Марії-Терезії (1758), декорований у стилі рококо.
При внесенні гробу до церкви герольд з процесії стукав у браму; настоятель, монах-капуцин, питав латиною: «Хто просить про вхід до цієї усипальниці?»; йому відповідали (наприклад): «Про вхід до цієї усипальниці просить раб Божий Франц; в земному житті він був австрійським імператором». Капуцин відповідав: «Такого ми не знаєм!». Вдруге повторювалось те саме. Втретє відповідь герольда була: «Раб божий Франц, бідний грішник!». І двері відчинялись.